# Johann Martin Steindorff
Johann Martin Steindorff (Teutleben, Turíngia, 18 de març de 1663 - Zwickau, Saxònia, 3 de maig de 1744), va ser un músic alemany del Barroc.
Va ser un músic barroc que va estudiar en la Universitat de Jena i el 1687 aconseguí una plaça de kantor a Schoenenfels, passant el 1691 servir també de kantor a Zwickau. En 1722 va sol·licitar el lloc vacant de kantor a l'Església de Sant Tomás a Leipzig, però no va tenir èxit i es va quedar a Zwickau durant la resta de la seva vida. Sembla que va ser alumne del seu compatriota David Funck a Wunsiedel.
Les seves obres principals són: gran nombre de cantates i de Magnificat; l'oratori Historia resurrectionis Christi, que posà 4 veus en música, i dos serveis complets d'església.